# IC 804
IC 804 — галактика типу S R у сузір'ї Діва.
Цей об'єкт міститься в оригінальній редакції індексного каталогу.